# Maccabi Tel Aviv B.C. 2008-2009
Questa voce raccoglie le informazioni riguardanti il Maccabi Tel Aviv B.C. nelle competizioni ufficiali della stagione 2008-2009.

## Stagione
La stagione 2008-2009 del Maccabi Tel Aviv B.C. è la 55ª nel massimo campionato israeliano di pallacanestro, la Ligat ha'Al.

## Roster
Aggiornato al 27 luglio 2018
| Maccabi Electra Tel Aviv 2008-09 | Maccabi Electra Tel Aviv 2008-09 |
| Giocatori                        | Staff tecnico                    |
| -------------------------------- | -------------------------------- |

| N. | Naz.                                        | Ruolo | Nome              | Anno | Alt.   | Peso   |  |
| -- | ------------------------------------------- | ----- | ----------------- | ---- | ------ | ------ |  |
| 4  | Stati Uniti (bandiera)                      | AG    | Rodney White      | 1980 | 206 cm | 108 kg |  |
| 4  | Stati Uniti (bandiera)                      | C     | Elton Brown       | 1983 | 206 cm | 113 kg |  |
| 4  | Stati Uniti (bandiera)                      | AG    | Charles Gaines    | 1981 | 203 cm | 106 kg |  |
| 5  | Stati Uniti (bandiera)                      | G     | Marcus Brown      | 1974 | 191 cm | 90 kg  |  |
| 6  | Stati Uniti (bandiera) · Israele (bandiera) | G     | Derrick Sharp (C) | 1971 | 183 cm | 84 kg  |  |
| 7  | Porto Rico (bandiera)                       | P     | Carlos Arroyo     | 1979 | 188 cm | 90 kg  |  |
| 8  | Israele (bandiera)                          | AG    | Lior Eliyahu      | 1985 | 205 cm | 102 kg |  |
| 9  | Israele (bandiera)                          | C     | Yaniv Green       | 1980 | 206 cm | 113 kg |  |
| 10 | Israele (bandiera)                          | G     | Tal Burstein      | 1980 | 198 cm | 95 kg  |  |
| 11 | Stati Uniti (bandiera)                      | AP    | Tre Simmons       | 1982 | 196 cm | 93 kg  |  |
| 12 | Stati Uniti (bandiera)                      | AP    | Jason Williams    | 1983 | 198 cm | 97 kg  |  |
| 12 | Stati Uniti (bandiera)                      | P     | Dee Brown         | 1984 | 184 cm | 84 kg  |  |
| 13 | Israele (bandiera)                          | AP    | Omri Casspi       | 1988 | 205 cm | 102 kg |  |
| 14 | Israele (bandiera)                          | P     | Dror Hajaj        | 1978 | 178 cm |        |  |
| 15 | Uruguay (bandiera)                          | C     | Esteban Batista   | 1983 | 208 cm | 120 kg |  |
| 15 | Stati Uniti (bandiera)                      | AC    | Marcus Fizer      | 1978 | 206 cm | 119 kg |  |
| 15 | Stati Uniti (bandiera)                      | AG    | Aaron McGhee      | 1979 | 204 cm | 110 kg |  |
| 16 | Israele (bandiera)                          | G     | Raviv Limonad     | 1984 | 191 cm | 90 kg  |  |
| 21 | Stati Uniti (bandiera)                      | C     | D'or Fischer      | 1981 | 211 cm | 109 kg |  |
| 33 | Israele (bandiera)                          | AC    | Anton Shoutvin    | 1989 | 206 cm | 100 kg |  |

| Allenatore                                                                                   |
| - Effi Birnbaum (fino al 24 novembre) - Pini Gershon (dal 24 novembre)                       |
| Assistente/i                                                                                 |
| - Sharon Drucker - Avi Even - Roy Hagai Legenda - (C) Capitano - (IN) Inattivo - Infortunato |

## Mercato

### Sessione estiva
| Acquisti | Acquisti       | Acquisti        | Acquisti   | Acquisti |
| R.       | Nome           | da              | Modalità   |          |
| -------- | -------------- | --------------- | ---------- | -------- |
| AG       | Rodney White   | Cap. de Arecibo | definitivo |          |
| P        | Carlos Arroyo  | Orlando Magic   | definitivo |          |
| AP       | Jason Williams | Bnei HaSharon   | definitivo |          |
| C        | Yaniv Green    | VVS Samara      | definitivo |          |
| AP       | Tre Simmons    | Hapoel Holon    | definitivo |          |
| G        | Marcus Brown   | Žalgiris Kaunas | definitivo |          |
| C        | D'or Fischer   | Bree            | definitivo |          |
| P        | Dror Hajaj     | H. Gerusalemme  | definitivo |          |
| P        | Gal Mekel      | WSU Shockers    | definitivo |          |

| Cessioni | Cessioni          | Cessioni         | Cessioni       | Cessioni |
| R.       | Nome              | a                | Modalità       |          |
| -------- | ----------------- | ---------------- | -------------- | -------- |
| AG       | Terence Morris    | CSKA Mosca       | fine contratto |          |
| PG       | Alex Garcia       | Pinheiros        | fine contratto |          |
| P        | Will Bynum        | Detroit Pistons  | fine contratto |          |
| AP       | David Bluthenthal | Le Mans          | fine contratto |          |
| C        | Nikola Vujčić     | Olympiakos       | fine contratto |          |
| P        | Vonteego Cummings | Estudiantes      | rescissione    |          |
| G        | Yotam Halperin    | Olympiakos       | rescissione    |          |
| AG       | Marcus Fizer      | Free agent       | rescissione    |          |
| G        | Regev Fanan       |                  | ritirato       |          |
| P        | Gal Mekel         | Hap. Gilboa G.E. | prestito       |          |

### Dopo l'inizio della stagione
| Acquisti | Acquisti       | Acquisti           | Acquisti         | Acquisti   |
| R.       | Nome           | da                 | Data             | Modalità   |
| -------- | -------------- | ------------------ | ---------------- | ---------- |
| AC       | Marcus Fizer   | Free agent         | 18 novembre 2008 | definitivo |
| C        | Elton Brown    | Free agent         | 2 dicembre 2008  | definitivo |
| AC       | Anton Shoutvin | Mac. Giv'at Shmuel | 19 dicembre 2008 | definitivo |
| P        | Dee Brown      | Phoenix Suns       | 23 gennaio 2009  | definitivo |
| AG       | Charles Gaines | Austin Toros       | 27 gennaio 2009  | definitivo |
| AG       | Aaron McGhee   | Ironi Nahariya     | 2 marzo 2009     | definitivo |
| G        | Raviv Limonad  | Ironi Nahariya     | 12 marzo 2009    | definitivo |

| Cessioni | Cessioni        | Cessioni             | Cessioni        | Cessioni    |
| R.       | Nome            | a                    | Data            | Modalità    |
| -------- | --------------- | -------------------- | --------------- | ----------- |
| AG       | Rodney White    | Zhejiang Lions       | 2 dicembre 2008 | rescissione |
| C        | Esteban Batista | Zenit S. Pietroburgo | 2 dicembre 2008 | rescissione |
| AP       | Jason Williams  | Ironi Nahariya       | 20 gennaio 2009 | rescissione |
| AC       | Marcus Fizer    | Free agent           | 21 gennaio 2009 | rescissione |
| C        | Elton Brown     | Bamberger            | 6 febbraio 2009 | definitivo  |
| AG       | Charles Gaines  | Free agent           | 18 aprile 2009  | rescissione |